# Анка Гаћеша Костић
Анка Гаћеша Костић (Карловац, 28. јул 1988) српска је глумица и кореографкиња.

## Биографија
Глуму је студирала на Факултету драмских уметности у Београду, у класи професора Драгана Петровића Пелета. У истој класи студирали су још и Ања Алач, Милош Биковић, Миљана Гавриловић, Тамара Драгичевић, Стојан Ђорђевић, Урош Јаковљевић, Нина Јанковић Дичић, Иван Михаиловић, Јелисавета Орашанин, Матеја Поповић и Миодраг Радоњић. Дипломирала је 2011. године с просечном оценом 9,74, уједно и највишом у тој класи. Две године касније је на истом факултету завршила и мастер студије. Њен мастер рад била је представа Мој живот — исповест Исидоре Данкан, која је касније постала стални део репертоара Позоришта Бошко Буха.
Одмах по дипломирању запослила се на Факултету драмских уметности као стручни сарадник на предмету Сценске игре. Године 2015. изабрана је у звање вишег стручног сарадника. Радила је кореографију за више позоришних представа. Бавила се и синхронизацијом анимираних филмова.
Од септембра 2018. године, у браку је са Нестором Костићем, који потиче из глумачке породице — брат му је Вук Костић, а отац Михајло Костић Пљака.

## Улоге

### Филмографија
| Год.       | Назив                                 | Улога               | Напомена                |
| ---------- | ------------------------------------- | ------------------- | ----------------------- |
| 2010-е     |                                       |                     |                         |
| 2010.      | Златна лига                           | пацијенткиња        | кратки филм             |
| 2013.      | С/Кидање                              | Марија              |                         |
| 2014.      | Ургентни центар                       | Петра               | ТВ серија, 1 еп.        |
| 2015.      | Марко Краљевић — Фантастична авантура | Јелица              |                         |
| 2016.      | Синђелићи                             | Данијела            | ТВ серија, 2 еп.        |
| 2016.      |                                       | кратки филм         |                         |
| 2017.      |                                       | помоћница доктора   |                         |
| 2017—2018. | Војна академија                       | Виолета             | ТВ серија, 21 еп.       |
| 2020-е     |                                       |                     |                         |
| 2020.      | Југословенка                          | Радмила Стаменковић | ТВ серија               |
| 2021.      | Радио Милева                          | Владислава          | ТВ серија, 3 еп.        |
| 2022—данас | Камионџије д. о. о.                   | Невенка             | ТВ серија, 36 еп.       |
| 2022—данас | Зборница                              | Милица              | ТВ серија, главна улога |
| 2023.      | Тома                                  | Милица              | ТВ серија, 1 еп.        |